# Aschiphasmatidae
Aschiphasmatidae vormen een familie in de orde van de wandelende takken. De wetenschappelijke naam van deze familie is voor het eerst voorgesteld door Karl Brunner-von Wattenwyl in een publicatie uit 1893.

## Onderverdeling in geslachten

### Onderfamilie AschiphasmatinaeBrunner von Wattenwyl, 1893

#### Tribus AschiphasmatiniBrunner von Wattenwyl, 1893
- Abrosoma Redtenbacher, 1906
- Anoplobistus Bragg, 2001
- Aschiphasma Westwood, 1835
- Chlorobistus Bragg, 2001
- Coloratobistus Zompro, 2004
- Dallaiphasma Gottardo, 2011
- Dinophasma Uvarov, 1940
- Duocornubistus Seow-Choen, 2017
- Eurybistus Bragg, 2001
- Kerabistus Bragg, 2001
- Leurophasma Bi, 1995
- Ommatopseudes Günther, 1942
- Orthomeria Kirby, 1904
- Parabrosoma Giglio-Tos, 1910
- Parorthomeria Bragg, 2006
- Pectodajaca Seow-Choen, 2018
- Presbistus Kirby, 1896
- Yongtsuius Bragg, 2001

#### Tribus DajaciniBragg, 2001
- Dajaca Brunner von Wattenwyl, 1893